# Bahnstrecke Stuttgart-Möhringen–Neuhausen auf den Fildern
| Kursbuchstrecke: | Möhringen–Leinfelden: 327m (1946), 319c (1944), 329e (1938) Leinfelden–Neuhausen: 327p (1946), 319e (1944), 329g (1938) |                                  |                                  |
| Streckenlänge: | 14,33 km |                                  |                                  |
| Spurweite: | 1000 mm ab 1902: 1435 mm                                                                                                |                                  |                                  |
| | |                                  |                                  |
| \| \| \| von Degerloch \| \| \| \| \| von Hohenheim \| \| \| \| 0,00 \| Möhringen Bahnhof \| Möhringen Bahnhof \| \| \| 0,65 \| Möhringen Vaihinger Straße \| Möhringen Vaihinger Straße \| \| \| \| nach Vaihingen \| \| \| \| \| zum Betriebshof Möhringen \| \| \| \| \| Rohrer Weg \| \| \| \| \| Möhringen Freibad \| \| \| \| \| Weibel (bis 1990) \| \| \| \| \| nach Schelmenwasen \| \| \| \| \| Bundesautobahn 8 \| \| \| \| \| Leinfelden Frank \| \| \| \| 3,63 \| Unteraichen (ehemals Bahnhof) \| Unteraichen (ehemals Bahnhof) \| \| \| \| nach Leinfelden Bahnhof \| \| \| \| \| Latrinengrube \| \| \| \| \| von Stuttgart-Rohr \| \| \| \| 5,98 \| Echterdingen (ehemals Bahnhof) \| Echterdingen (ehemals Bahnhof) \| \| \| \| nach Filderstadt \| \| \| \| \| von Stuttgart-Rohr \| \| \| \| 10,29 \| Filderstadt (ehemals Bernhausen) \| Filderstadt (ehemals Bernhausen) \| \| \| 12,15 \| Sielmingen \| Sielmingen \| \| \| 14,33 \| Neuhausen auf den Fildern \| Neuhausen auf den Fildern \| | |                                  |                                  |
| U-Bahn-Strecke | | von Degerloch                    | von Degerloch                    |
| U-Bahn-Abzweig geradeaus und von links | | von Hohenheim                    | von Hohenheim                    |
| U-Bahn-Haltepunkt / Haltestelle | 0,00 | Möhringen Bahnhof                | Möhringen Bahnhof                |
| U-Bahn-Haltepunkt / Haltestelle | 0,65 | Möhringen Vaihinger Straße       | Möhringen Vaihinger Straße       |
| U-Bahn-Abzweig geradeaus und nach rechts | | nach Vaihingen                   | nach Vaihingen                   |
| U-Bahn-Abzweig geradeaus, nach rechts und von rechts | | zum Betriebshof Möhringen        | zum Betriebshof Möhringen        |
| U-Bahn-Haltepunkt / Haltestelle | | Rohrer Weg                       | Rohrer Weg                       |
| U-Bahn-Haltepunkt / Haltestelle | | Möhringen Freibad                | Möhringen Freibad                |
| ehemaliger U-Bahn-Haltepunkt / Haltestelle | | Weibel (bis 1990)                | Weibel (bis 1990)                |
| U-Bahn-Abzweig geradeaus und nach links | | nach Schelmenwasen               | nach Schelmenwasen               |
| U-Bahn-Brücke | | Bundesautobahn 8                 | Bundesautobahn 8                 |
| U-Bahn-Haltepunkt / Haltestelle | | Leinfelden Frank                 | Leinfelden Frank                 |
| U-Bahn-Haltepunkt / Haltestelle | 3,63 | Unteraichen (ehemals Bahnhof)    | Unteraichen (ehemals Bahnhof)    |
| Abzweig mit U-Bahn ehemals geradeaus und nach rechts | | nach Leinfelden Bahnhof          | nach Leinfelden Bahnhof          |
| Dienststation / Betriebs- oder Güterbahnhof (Strecke außer Betrieb) | | Latrinengrube                    | Latrinengrube                    |
| Abzweig ehemals geradeaus und von rechts | | von Stuttgart-Rohr               | von Stuttgart-Rohr               |
| S-Bahn-Halt | 5,98 | Echterdingen (ehemals Bahnhof)   | Echterdingen (ehemals Bahnhof)   |
| Abzweig ehemals geradeaus und nach links | | nach Filderstadt                 | nach Filderstadt                 |
| Abzweig ehemals geradeaus und von links | | von Stuttgart-Rohr               | von Stuttgart-Rohr               |
| S-Kopfbahnhof Strecke ab hier außer Betrieb | 10,29 | Filderstadt (ehemals Bernhausen) | Filderstadt (ehemals Bernhausen) |
| Haltepunkt / Haltestelle (Strecke außer Betrieb) | 12,15 | Sielmingen                       | Sielmingen                       |
| Kopfbahnhof Streckenende (Strecke außer Betrieb) | 14,33 | Neuhausen auf den Fildern        | Neuhausen auf den Fildern        |

Die Bahnstrecke Stuttgart-Möhringen–Neuhausen auf den Fildern war eine zunächst meterspurige, ab 1902 normalspurige Bahnstrecke, die von der Filderbahn-Gesellschaft erbaut wurde. Seit dem 31. März 1928 ist der Streckenabschnitt Möhringen–Unteraichen in das Netz der Stuttgarter Straßenbahnen eingegliedert.

## Geschichte

### Filderbahn-Gesellschaft
Die im südlichen Bereich der Filder-Hochebene gelegenen Orte bemühten sich nach Erfolgen der Bahnen im nördlichen Filderbereich um einen Bahnanschluss, in verschiedenen Orten wurden Bahnkomitees gegründet. Nachdem in den Orten die Gelder für die Baulasten zusammengekommen waren, reichte die Filderbahn-Gesellschaft Konzessionsgesuche für die Strecken Möhringen–Vaihingen und Möhringen–Neuhausen ein, denen am 14. April 1896 entsprochen wurde. Im Herbst 1896 wurde mit den Bauarbeiten für die meterspurige Strecke begonnen. Dazu wurde die Führung der bestehenden Strecken Degerloch–Möhringen und Möhringen–Hohenheim in Möhringen verändert und ein neuer Bahnhof gebaut, dabei wurde die bisherige Ortsdurchfahrt ersetzt. Es gab Verzögerungen beim Bau, so dass beide Strecken erst am 19. Dezember 1897 eröffnet werden konnten. Am 24. Dezember wurde der reguläre Personenverkehr aufgenommen. Besondere Feierlichkeiten gab es nicht. Ab 1. Juli wurde auch der Stückgutverkehr aufgenommen. Im Frühjahr 1898 wurde in Vaihingen eine Rollbock-Grube errichtet, so dass ab 16. September 1898 auch normalspurige Güterwagen auf beiden Strecken befördert werden konnten. Der Güterverkehr entwickelte sich so gut, dass bereits 1899 eine zweite Rollbockgrube nötig wurde. 1901/1902 wurde die Strecke Degerloch–Vaihingen und damit auch der Bahnhof Möhringen elektrifiziert. Gleichzeitig fanden große Baumaßnahmen statt: Die Strecke Degerloch–Vaihingen wurde mit einer dritten Schiene versehen, die Strecke Möhringen–Neuhausen wurde ganz auf Normalspur umgestellt. Dabei wurde die Strecke auch begradigt. Am 1. Oktober 1902 wurde Möhringen–Echterdingen neu in Betrieb genommen, einen Monat später Echterdingen–Neuhausen. Bei den Güterzügen konnte man seitdem auf das aufwändige Aufbocken verzichten.

### Ab 1920: Stadt Stuttgart

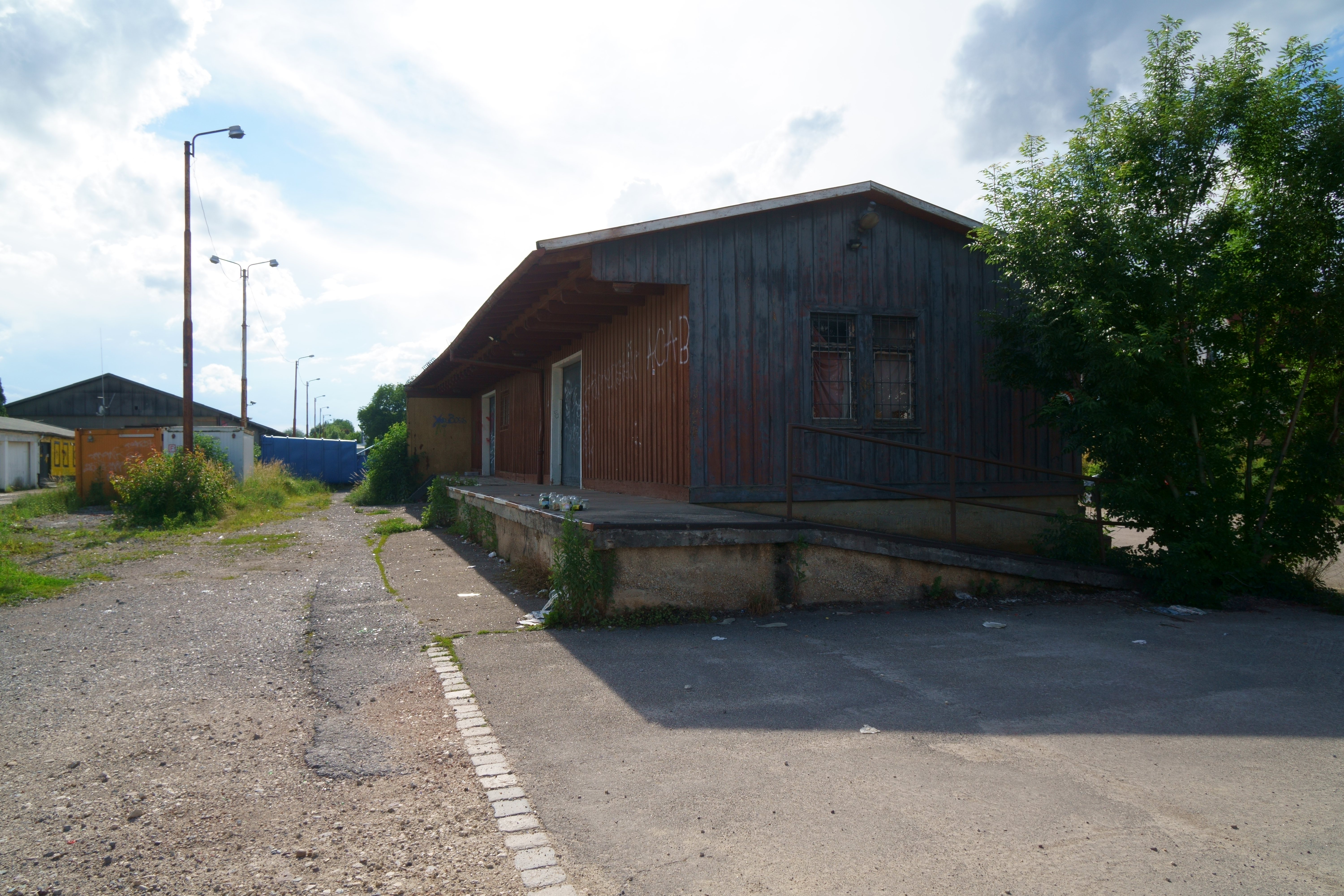
Ehemaliger Güterschuppen in Neuhausen auf den Fildern (2019)

Die Staatsbahn baute 1920 die Bahnstrecke Rohr–Echterdingen. Die Filderbahn verlegte ihre Strecke zwischen Unteraichen und Echterdingen und führte sie nun über Leinfelden, wo Anschluss an die neue Staatsbahnstrecke bestand. Die alte Strecke wurde 1921 abgebaut.

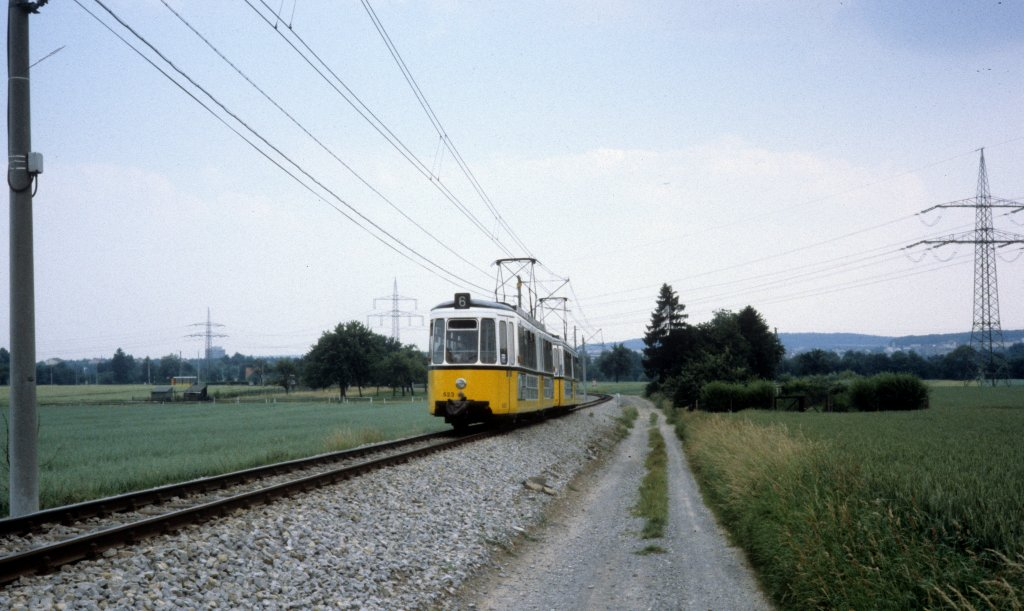
Strecke Möhringen–Leinfelden, 1979

1920 verkauften die Württembergischen Nebenbahnen ihre Strecken. Dabei ging die Strecke Möhringen–Echterdingen ab 1. März an die Stadt Stuttgart, die die Stuttgarter Straßenbahnen (SSB) mit dem Betrieb beauftragte. Der Abschnitt Echterdingen–Neuhausen auf den Fildern ging an die Staatsbahn; er wurde bis zur Fertigstellung der Strecke Stuttgart-Rohr–Echterdingen am 1. Oktober 1920 noch von den Stuttgarter Straßenbahnen betrieben. Durch die Führung der Züge von/nach Neuhausen ab Leinfelden über die neue Strecke über Stuttgart-Rohr nahm der Personenverkehr auf der Strecke über Möhringen erheblich ab. Ab Mai 1921 wurde der Personenverkehr mit normalspurigen Zügen von Degerloch über Möhringen nach Leinfelden bis auf je ein tägliches Zugpaar morgens und abends eingestellt. Auch dieses verschwand ab dem 25. Dezember 1922. Danach wurde der Abschnitt zwischen Möhringen, Vaihinger Straße und Unteraichen abgebaut, den Güterverkehr Unteraichen–Leinfelden übernahm die Staatsbahn. Die Verkehrssituation für die Gemeinden Unteraichen, Leinfelden und Echterdingen war nun unbefriedigend, so dass sie einen Anschluss an das Stuttgarter Straßenbahnnetz anstrebten. Nach langen Verhandlungen wurde die meterspurige und elektrifizierte Straßenbahnstrecke ab 1927 gebaut und am 31. März 1928 eröffnet. Zwischen Möhringen und Leinfelden benutzte sie weitgehend die vorhandene Trasse, zwischen Leinfelden und Echterdingen verlief sie zunächst parallel zur Staatsbahnstrecke, um dann, nach einem großen Schwenk, die Bahntrasse zu unterqueren und in der Echterdinger Hauptstraße zu enden. Der Bau dieser Strecke bedeutete auch das Aus des Güterverkehrs nach Unteraichen.
Die Deutsche Reichsbahn (DR) erzielte auf der Strecke Leinfelden–Neuhausen nicht die gewünschten Ergebnisse, so dass sie die Strecke zum 1. April 1933 an die Stadt Stuttgart verkaufte. Der Betrieb wurde aber weiterhin von der Deutschen Reichsbahn geführt, es verkehrten werktags vier und sonntags zwei Personenzugpaare. Am 1. Januar 1934 ging die Filderbahn von der Stadt an die SSB über und wurde in diese eingegliedert. Der Betrieb wurde aber weiterhin nach der Eisenbahn-Bau- und Betriebsordnung geführt. Die Strecke war auch im Kursbuch verzeichnet. 1937 wurde die Strecke zwischen Echterdingen und Bernhausen aufgrund des Baus des Flughafens Stuttgart nach Süden verschwenkt. Der Personenverkehr Leinfelden–Neuhausen wurde zum 1. August 1955 eingestellt. 1977 übernahm die SSB den Güterverkehr nach Neuhausen und kaufte dafür eine vierachsige Diesellokomotive MaK 600 D. Nachdem der übrige Güterverkehr auf den Filderbahnstrecken 1981 eingestellt war, übernahm die Deutsche Bundesbahn wieder die Stellung der Lokomotive. In den 1970er Jahren wurden jährlich noch 70.000 Tonnen Wagenladungen und 10.000 Tonnen Stückgut befördert. Im Zuge des S-Bahn-Baus wurde die Zufuhrstrecke Rohr–Leinfelden umgebaut, der Güterverkehr Leinfelden–Neuhausen wurde deshalb zum 28. Mai 1983 eingestellt.

### Zukunft
Bis 2028 soll der ehemalige Streckenabschnitt Filderstadt–Neuhausen im Zuge der Verlängerung der Bahnstrecke Stuttgart-Rohr–Filderstadt bis nach Neuhausen reaktiviert werden. Die Bauarbeiten begannen 2023.